# Горњи Вукојевац
Горњи Вукојевац је насељено место у општини Лекеник, у Туропољу, Република Хрватска, до нове територијалне организације у саставу бивше велике општине Сисак.

## Становништво
| Националност       | 1991.     |
| Хрвати             | 74 (100%) |
| Срби               | 0         |
| Југословени        | 0         |
| остали и непознато | 0         |
| Укупно             | 74        |